# Wapen van de Malediven
Het wapen van de Malediven toont een kokospalm achter een gouden halve maan en ster. De palm staat voor de natuur op de Malediven; de halve maan en ster verwijzen naar de staatsgodsdienst, de islam.
De palm wordt geflankeerd door twee Maledivische vlaggen. Onder de halve maan staat op een lint de Arabische tekst الدولة المحلديبية (Ad–Dawlat Al–Mahaldheebiyya), wat als "Staat der Duizend Eilanden" of "Staat der Malediven" vertaald kan worden.
Afghanistan · Armenië · Azerbeidzjan · Bahrein · Bangladesh · Bhutan · Brunei · Cambodja · China: Volksrepubliek / Republiek (Taiwan) · Cyprus · Filipijnen · Georgië · India · Indonesië · Irak · Iran · Israël · Japan · Jemen · Jordanië · Kazachstan · Kirgizië · Koeweit · Laos · Libanon · Malediven · Maleisië · Mongolië · Myanmar · Nepal · Noord-Korea · Oezbekistan · Oman · Oost-Timor · Pakistan · Palestina · Qatar · Rusland · Saoedi-Arabië · Singapore · Sri Lanka · Syrië · Tadzjikistan · Thailand · Turkmenistan · Turkije · Verenigde Arabische Emiraten · Vietnam · Zuid-Korea

Afhankelijke gebieden: Hongkong · Macau

Betwiste gebieden: Noord-Cyprus